# Volnay (Côte-d'Or)
Volnay é uma comuna francesa na região administrativa da Borgonha-Franco-Condado, no departamento de Côte-d'Or. Estende-se por uma área de 7,55 km². Em 2010 a comuna tinha 252 habitantes (densidade: 33,4 hab./km²).